# Akinari Ueda
Akinari Ueda (jap. 上田 秋成 Ueda Akinari) – japoński pisarz, poeta, filolog, zajmował się również medycyną i praktyką lekarską. Jego twórczość zajmuje ważne miejsce w literaturze okresu Edo oraz odznacza się elegancją stylu, erudycją, odwoływaniem się do rodzimej tradycji przy jednoczesnym zachowaniu łatwo zrozumiałej formy. Do jego najsłynniejszych dzieł należą Ugetsu monogatari oraz Harusame monogatari, które uważane są za kanon literatury japońskiej.

## Twórczość
- Ucho wszystko słyszące, czyli Wszędobylski (Shodō kikimimi sekenzaru, 1766)
- Postacie nałożnic, jakich wiele (Seken mekake katagi, 1767)
- Po deszczu przy księżycu[a] (Ugetsu monogatari, 1776)
- Opowieści o nałogach (Kuse monogatari, 1788)
- Z odwagą o wielkich i małych – rejestr serca (Tandaishō shinroku, 1808)
- Opowieści w czasie wiosennego deszczu (Harusame monogatari, 1809)